# 艾拉·弗雷亞
艾拉·弗雷亞（英語：Ella Freya，1997年9月18日—）是一位來自荷蘭、居住在日本的YouTuber、網紅名人和模特兒。
昵称是Ella-nyan。他的经纪公司是。

## 职业

### YouTube 活动
Ella Freya于2010年开始在YouTube上活动。环游日本、品尝当地美食、游览著名景点的视频越来越受欢迎。
目前注册用户数为80万。介绍大分县私人露天浴池的 YouTube视频观看次数已超过1100万次。

## 出演
- （2023年7月15日-22日、TBS）

## 作品

### 書籍
- 蘭蘭蘭（2021年3月10日、講談社デジタル。講談社の書籍総合部門で月間2位。）
- 凛凛凛（2021年9月1日、講談社デジタル）
- るんるんるん（2022年10月19日、講談社デジタル）
- 恋恋恋（2023年4月18日、講談社デジタル）
- きゅんきゅんきゅん（2023年9月20日、講談社デジタル）

### 其他
為《生化危機4 重製版》中女主角愛旭莉·葛拉漢的臉部模特兒。

## 外部連結
- EllaFreya エラ・フレイヤ （页面存档备份，存于） - YouTube
- 艾拉·弗雷亞的X（前Twitter）
- 艾拉·弗雷亞的Instagram帳戶